# رایان شاوکراس
رایان جیمز شاوکراس (انگلیسی: Ryan James Shawcross؛ زادهٔ ۴ اکتبر ۱۹۸۷) بازیکن فوتبال اهل انگلستان است.
از باشگاه‌هایی که در آن بازی کرده‌است می‌توان به منچستر یونایتد، رویال آنتورپ، استوک سیتی و اینتر میامی اشاره کرد.